# Polyrhachis tschu
Polyrhachis tschu är en myrart som beskrevs av Auguste-Henri Forel 1879. Polyrhachis tschu ingår i släktet Polyrhachis och familjen myror. Inga underarter finns listade i Catalogue of Life.